# Неправильне дієслово
Неправильне дієслово — дієслово, парадигма відмінювання якого відхиляється від типових парадигм певної мови. Як правило, неправильними дієсловами стають найбільш вживані дієслова, які частково зберігають залишки древніх, втрачених іншими дієсловами форм. Особливо часто ними бувають допоміжні дієслова, наприклад, зв'язки (бути, мати, могти тощо). Іноді у відмінюванні неправильних дієслів спостерігається суплетивізм. Неправильні дієслова найбільш типові для флективних мов, наприклад, індоєвропейських. В аглютинативних мовах неправильних дієслів, як правило, дуже мало, а іноді вони зовсім відсутні.

## Неправильні дієслова в українській мові
В українській мові є 4 "атематичні" дієслова з неправильними закінченнями: це бути, дати, їсти та вісти, а також їхні префіксальні похідні (здати, віддати, продати, розповісти, відповісти, заповісти тощо), а також їхні похідні у теперішньому часі (окрім «бути»).
|                  | бути   | дати   | їсти                | вісти        |
| ---------------- | ------ | ------ | ------------------- | ------------ |
| я                | є      | дам    | їм                  | вім          |
| ти               | є      | даси   | їси                 | віси         |
| він вона воно    | є      | дасть  | їсть                | вість        |
| ми               | є      | дамо   | їмо                 | вімо         |
| ви               | є      | дасте  | їсте                | вісте        |
| вони             | є      | дадуть | їдять               | відять       |
| Наказовий спосіб |        |        |                     |              |
| (ти)             | будь   | дай    | їж їдж (пд.зх.укр.) | віж відж     |
| (ми)             | будьмо | даймо  | їжмо їджмо          | віжмо віджмо |
| (ви)             | будьте | дайте  | їжте їджте          | віжте віджте |

- Особові форми дієслова «бути» майже не вживаються в теперішньому часі. У літературній мові в усіх особах вживається скорочена форма «є». В західних і декотрих північних говорах збережено архаїчні форми: я єм, ти єси, він є(сть), ми єсмо, ви єсте, вони (є)суть.
- Внаслідок впливу російської, форма другої особи однини часто розширюється звуком "ш" (дасиш, їсиш, відповісиш) або редукується до нього (даш, їш, відповіш)
- У майбутньому часі дієслова «бути» використовується основа буд- із закінченнями І дієвідміни; та сама основа використовується для наказового способу.
- У похідних від вісти окремого наказового способу зараз не утворюється (архаїчні форми розповіж, доповіж) і рідко вживається третя особа множини (розповідять, доповідять, звичайнішими є сполучення дадуть доповідь, зроблять доповідь тощо).
- Незвичним способом утворюється наказовий спосіб дієслова «їсти» (а також «розповісти», «доповісти»): давнє «дж» (пов'язане з йотацією праслов'янського *d) у них перейшло в «ж» (їжте < їджте < ѣд+ьте).